# Loopsheid

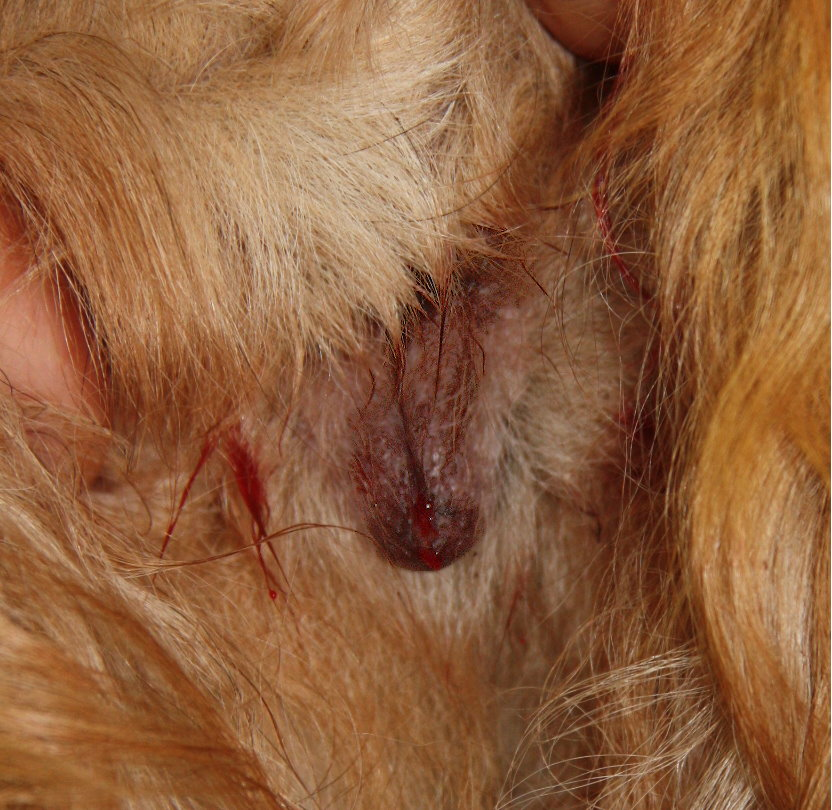
Een loopse teef

Loopsheid is de geslachtsdrift van vrouwtjes bij bepaalde zoogdieren, waaronder honden, vossen en fretten. Andere zoogdieren hebben een eigen woord voor hetzelfde verschijnsel: een kat wordt krols, een hert wordt bronstig, een rund wordt tochtig, enz.

## Honden
Wanneer een teef loops is, verspreidt zij feromonen, geurstoffen die door reuen tot op relatief grote afstand nog geroken kunnen worden. Het beste dekkingsmoment is zo'n 2 weken na de eerste loopse dag. Hierna zal de teef ongeveer 64 dagen drachtig (zwanger) zijn, waarna een nestje pups worden geboren.

In tegenstelling tot mensen ervaren honden geen menopauze.